# 汤姆·肯尼迪 (轮椅橄榄球运动员)
汤姆·肯尼迪（英語：Tom Kennedy，1957年10月20日—），澳大利亚男子轮椅橄榄球运动员。他曾代表澳大利亚参加2000年夏季残疾人奥林匹克运动会轮椅橄榄球比赛，获得一枚银牌。